# Attenborough (Nottinghamshire)
Attenborough is een dorp in het Engelse graafschap Nottinghamshire. Het dorp omvat het Attenborough railway station en het Attenborough natuurreservaat.

## Algemeen
In het natuurreservaat zijn veel grindputten te vinden. Deze putten zijn na de winning van grind overstroomd. Tegenwoordig wordt het park bewoond door vogels en vele andere dieren.
Bij het natuurreservaat in de buurt zijn een tennisclub, een privéschool, cricketclub en de St. Mary's kerk, een eeuwenoude Anglicaanse parochiekerk, te vinden. Het zuidoostelijke deel van het dorp is in het noordwesten begrensd door een spoorlijn, de andere drie zijden worden begrensd door het natuurreservaat.
In de buurt van het voetpad dat over het spoor loopt, zijn enige tijd geleden veel Romeinse munten gevonden.

## Geschiedenis
In Saksische tijden stond Attenborough bekend als Addensburgh
Attenborough is de geboorteplaats van Henry Ireton (1611-1651). Hij was een generaal tijdens de Engelse Burgeroorlog.
Tijdens de Eerste Wereldoorlog werd het station uitgebreid, zodat meer militairen zich sneller konden verplaatsen. Op het kerkhof van de St. Mary's kerk is een monument te vinden voor de 134 doden die vielen tijdens een explosie in een fabriek in het nabijgelegen Chilwell, op 1 juli 1918. Dit dodental is tot op heden het grootste aantal doden ten gevolge van een explosie op het vasteland van Groot-Brittannië.
Vlak bij het dorp ligt de Trent. Al zeker vanaf 1774 vaart een ferry deze rivier over.

## Waterkeringen
In november 2000 overstroomde het dorp. In 2006 werd er begonnen met het maken van plannen voor de bouw van grote waterkeringen die het dorp voor het water moeten beschermen. Er kwam veel kritiek op de plannen, waardoor het lang heeft geduurd voordat de keringen gebouwd konden worden. In augustus 2010 zijn alle plannen goedgekeurd en werd begonnen met de bouw.